# توغو ايغاوا
توغو ايغاوا (باليابانية: 伊川 東吾) (و. 1946 – م) هو ممثل، من اليابان، ولد في طوكيو.

## وصلات خارجية
- توغو ايغاوا على موقع IMDb (الإنجليزية)
- توغو ايغاوا على موقع قاعدة بيانات الأفلام العربية
- توغو ايغاوا على موقع ألو سيني (الفرنسية)
- توغو ايغاوا على موقع أول موفي (الإنجليزية)
- توغو ايغاوا على موقع قاعدة بيانات الأفلام السويدية (السويدية)
- توغو ايغاوا على موقع قاعدة بيانات الفيلم (الإنجليزية)
- توغو ايغاوا على موقع كينوبويسك (الروسية)